# Garry Manuel
Garry Manuel (1950. február 20. – ) ausztrál válogatott labdarúgó.

## Pályafutása

### Klubcsapatokban
Pályafutása során 1964 és 1974 között a Sydney Prague és a Pan Hellenic csapataiban játszott.    

### A válogatottban
1969 és 1975 között 4 alkalommal szerepelt az ausztrál válogatottban.  Részt vett az 1974-es világbajnokságon, de egyetlen mérkőzésen sem lépett pályára.